# Metrocable (Medellín)

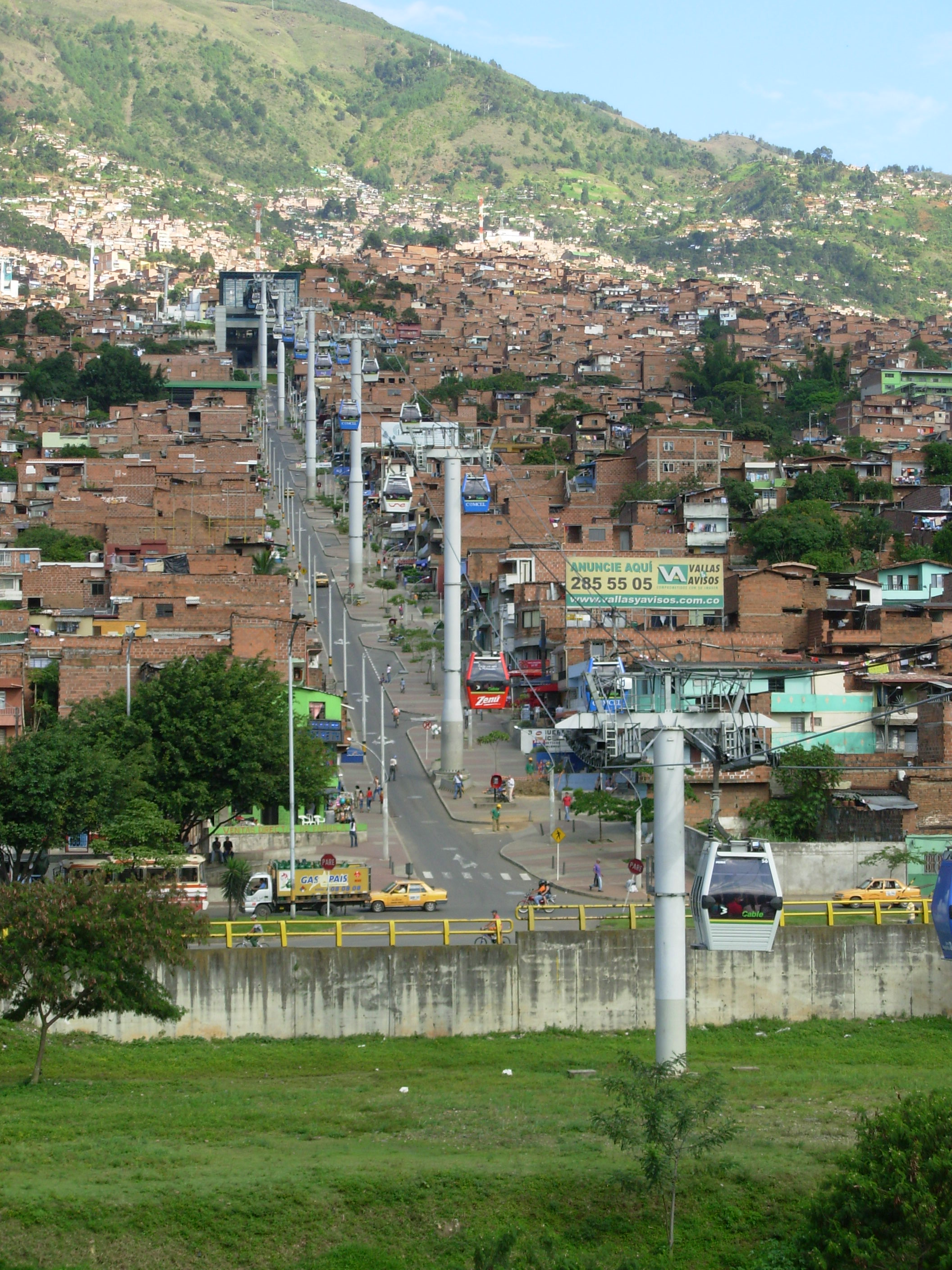
Ulica ze słupami linii

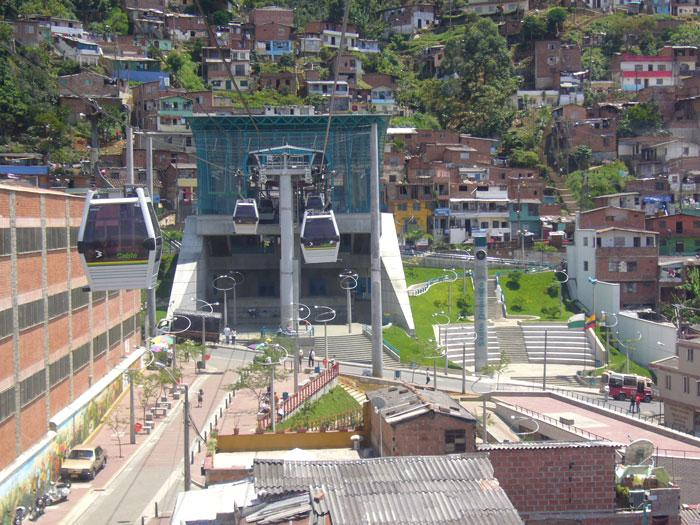
Stacja Santo Domingo

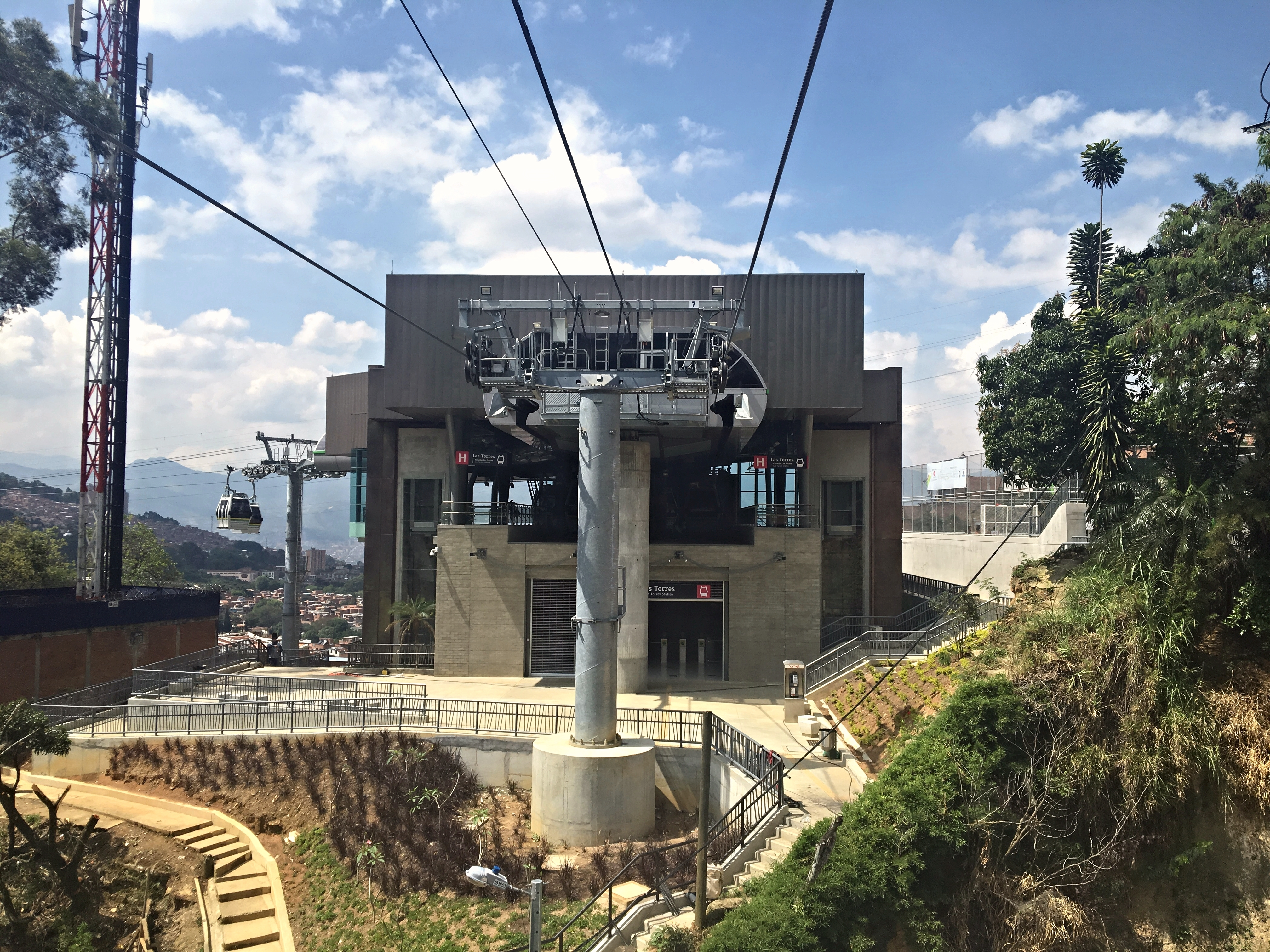
Stacja Las Torres

Metrocable (hiszp. Metrocable de Medellín) – system publicznych, pasażerskich, gondolowych kolei linowych funkcjonujący w kolumbijskim mieście Medellín.

## Historia
System wybudowano celem ułatwienia komunikacji biednych i przeludnionych dzielnic, położonych na stokach wzgórz z centrum miasta (poprzez stacje medellińskiego metra i tramwaju Ayacucho Tram). Stanowi on też jedną z głównych atrakcji turystycznych metropolii. Projekt powstał w ramach dążenia do zmniejszenia ubóstwa i integracji dużych zmarginalizowanych obszarów, naznaczonych latami głębokiego ubóstwa i przemocy, a także stagnacji gospodarczej. Jedyną formą transportu publicznego były wcześniej w tych dzielnicach prywatne kartele autobusowe, których pojazdy kursowały rzadko i nieregularnie. Założenia systemu opracowywano w trakcie dwuletniego projektu badawczego prowadzonego przez pracowników University College of London we współpracy z Universidad Nacional de Colombia (kampus Medellín) i Universidad de los Andes w Bogocie.
Budowa systemu pozytywnie wpłynęła na rozwój lokalnych społeczności, mimo że przez część establishmentu uważana była za absurdalną. Na budowie prawie nie dochodziło do dewastacji i kradzieży materiałów (w jednym z takich przypadków społeczność szybko ustaliła i wydała sprawców). Ulice przy stacjach stały się znacznie bezpieczniejsze, rozwinął się handel, a przechodnie, w tym dzieci chętnie tu przebywają.

## System
Obecnie w ramach systemu działają linie:
- K o długości 2,07 km (pierwsza otwarta linia systemu, otwarta w 2004, łącząca się z linią metra A na stacji Acevedo),
- J o długości 2,7 km (otwarta w 2008, łącząca się z linią metra B na stacji San Javier),
- L o długości 4,6 km (głównie o charakterze turystycznym, otwierająca dostęp do zielonych terenów Arví Park, łącząca się z linią kolei gondolowej K na stacji Santo Domingo K/L)[1],
- H o długości 1,4 km (otwarta w 2016, łącząca się z linią tramwajową Ayacucho Tram na przystanku Oriente),
- M o długości 1,05 km (otwarta w 2019, łącząca się z linią tramwajową Ayacucho Tram na przystanku Miraflores),
- P o długości 2,7 km (otwarta w 2021, łącząca się z linią metra A i linią kolei gondolowej K na stacji Acevedo).

Po linach kursują dziesięcioosobowe wagony gondolowe. System funkcjonuje w ramach komunikacji zbiorowej miasta.

## Przebieg linii[5]

### Linie K + L
- Acevedo (K)  stacja metra Acevedo
- Andalucia (K)
- Popular (K)
- Santo Domingo (K / L)
- Arví (L)

### Linia J
- San Javier  stacja metra San Javier
- Juan XXIII
- Vallejuelos
- La Aurora

### Linia H
- Oriente  przystanek Ayacucho Tram
- Las Torres
- Villa Sierra

### Linia M
- Miraflores  przystanek Ayacucho Tram
- El Pinal
- Trece de Noviembre

### Linia P
- Acevedo  stacja metra Acevedo
- SENA
- Doce de Octubre
- El Progreso